# День боротьби за права кримськотатарського народу

Символ роковин депортації кримських татар

День боротьби за права кримськотатарського народу — день пам'яті в Україні, що відзначається щорічно 18 травня, у річницю депортації кримськотатарського народу 1944 року. Започаткований 16 травня 2014 року указом виконувача обов'язків Президента України Олександра Турчинова, напередодні 70-ї річниці виселення кримських татар з Криму.